# Biwa
La biwa, és un instrument de fusta i música tradicional japonesa. Similar a un llaüt de pal curt amb trasts
La biwa és l'instrument escollit per Benzaiten, la patrona de la música i les belles arts, la deessa de la serp blanca de la religió sintoista.

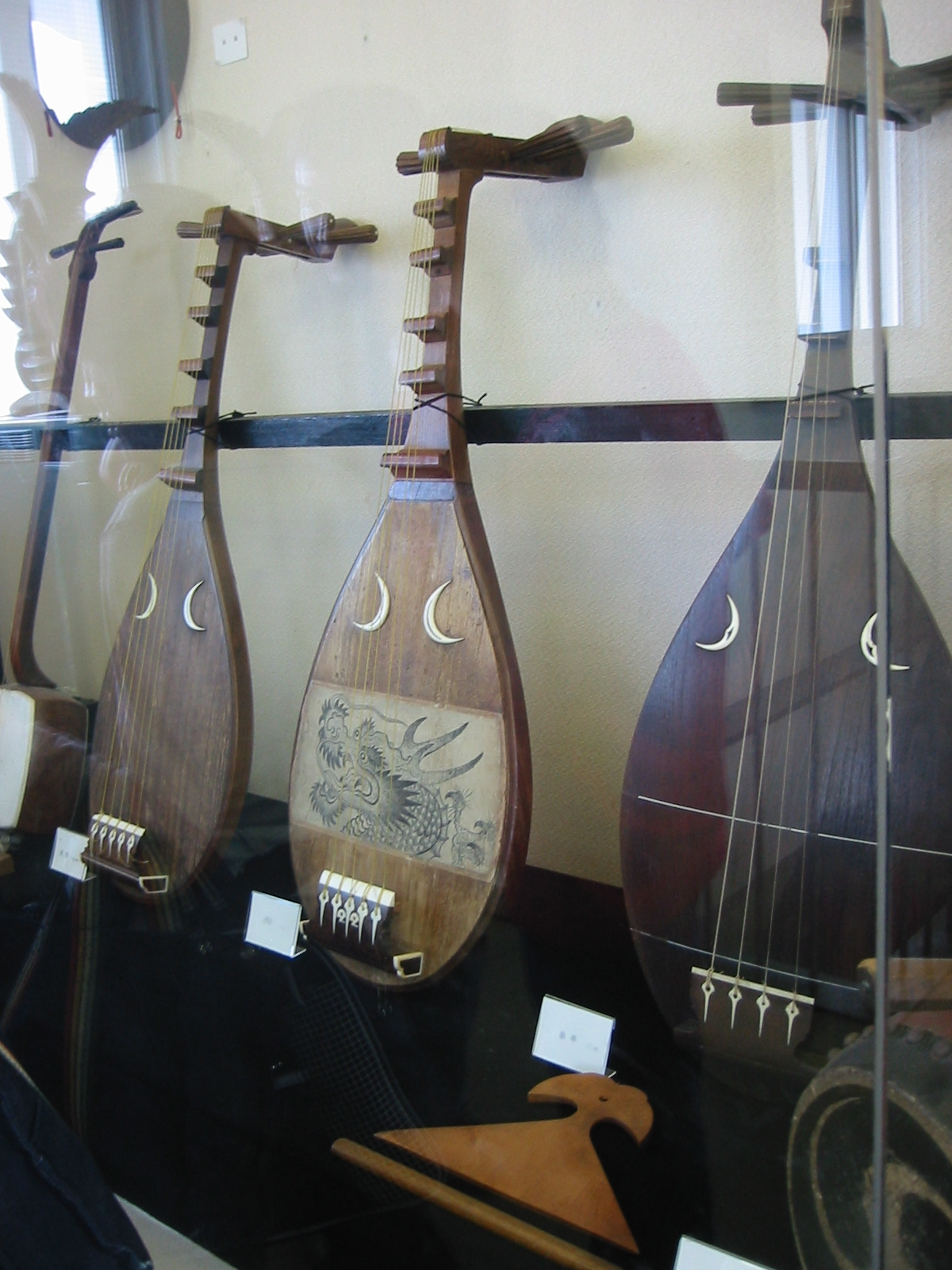
Gifujyou5848

## Història
La biwa va arribar al Japó de la Xina durant el període Nara (710-759 d. C.). Es conserven com cinc instruments d'aquesta època en el Shosoin, la casa del tresor nacional del Japó. Un d'ells és un rar exemple de biwa Gogen, de cinc cordes, decorat amb temes típics de l'Àsia central, incloent un camell. Aquest instrument és segurament únic entre els del seu tipus a Àsia. Intèrprets de biwa errants, similars als trobadors, eren coneguts com a biwa hoshi.

La interpretació de música amb biwa gairebé arriba a extingir-se durant el període Meiji, a mesura que la música i els instruments occidentals s'anaven popularitzant.

## Tipus

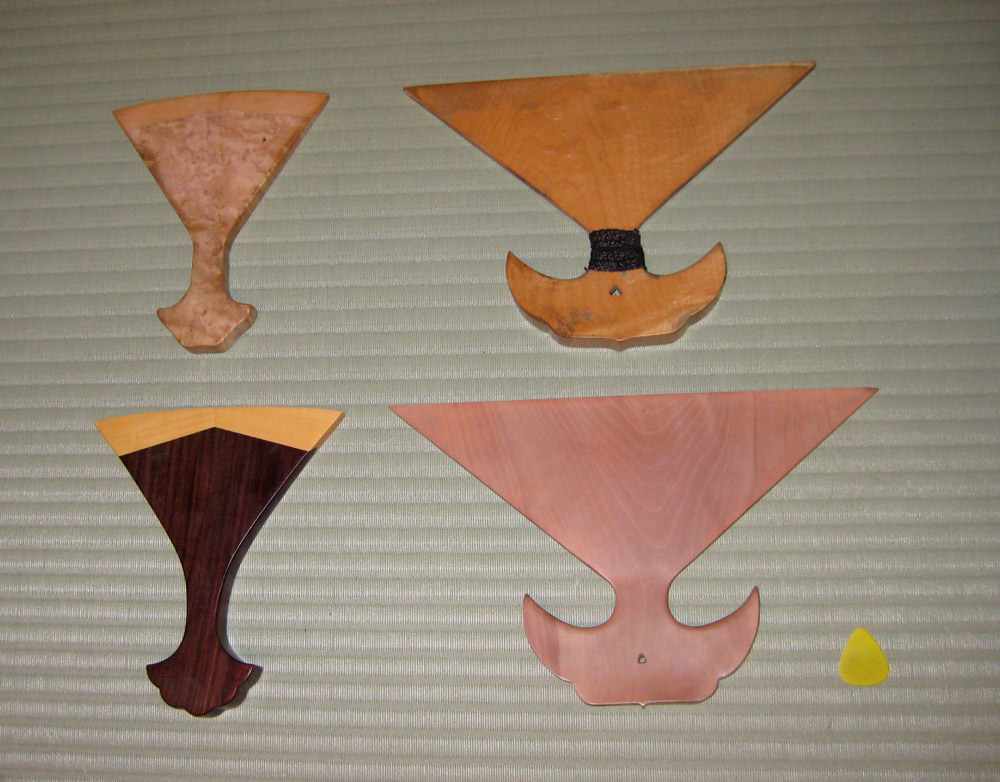
Plectres de biwa

Hi ha principalment sis tipus que es caracteritzen pel nombre de cordes, sons que poden produir, tipus de plectre i la seva utilització. Atès que la biwa no es toca en l'afinació temperada, els tons s'aproximen en el possible de la nota més próximada.

## Biwas clàssiques
- Biwa gagaku: de quatre cordes i 4 trasts, s'utilitza exclusivament per al gagaku, que significa 'música elegant'. Produeix uns sons distintius anomenats Ichikotsuchō, i Hyōjō. El seu plectre és petit i fi i està fet d'un material dur com la fusta de boix o l'ivori. No s'usa per acompanyar el cant. Al gagaku, es denomina gakubiwa.

- Biwa Moso: de quatre cordes que s'usa per tocar mantres i cançons budistes. El seu plectre varia tant en grandària com en materials. Els de quatre trasts estan afinats en mi, si, mi i la, els que tenen un cinquè trast tenen les cordes afinades en si, mi, fa sostingut i fa sostingut i els que tenen sis trasts estan afinats si bemoll, mi bemoll, si bemoll i si bemoll.

## Biwas dels períodes mitjà i Edo
- Biwa Heike: amb quatre cordes-cinc trasts que s'utilitza per tocar El conte de Heike —un relat èpic que narra les lluites entre els clans Minamoto i Taira pel control del Japó de finals del segle xii. El seu plectre és una mica més gran que els de biwa gagaku.

- Biwa satsuma: de quatre cordes i 4 trasts popularitzada durant el període Edo a la província de Satsuma (actualment Kagoshima) per Shimazu Nisshinsai. El seu plectre és més ample que el dels altres tipus de biwa. Segons la creença popular, això es deu a la seva popularitat entre els samurai —el plectre s'usava també com a arma. Biwa satsuma (segle xix), Japan - MIM PHX

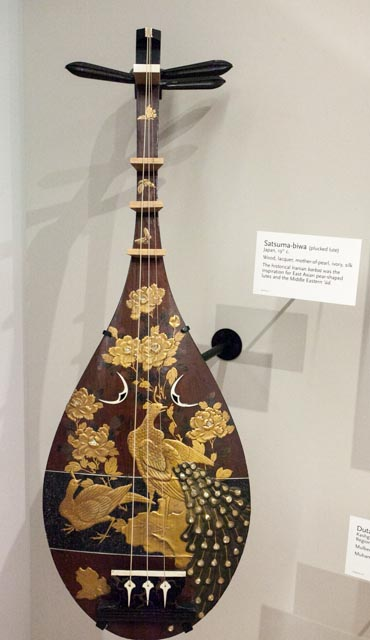
Biwa satsuma, Japan - MIM PHX

Les notes estan ajustades a la veu de l'intèrpret. La més eminent intèrpret de biwa satsuma del segle xx va ser Kinshi Tsuruta (1911-1995), qui va desenvolupar les seves pròpia versió de l'instrument, que ella va denominar com a biwa Tsuruta. Ueda Junko, una de les millors deixebles de Tsuruta, continua encarnant la tradició en la interpretació d'aquest instrument.

## Biwas modernes
Biwa Chikuzen: de quatre cordes i 4 trasts o de cinc cordes-cinc trasts, que va ser popularitzada durant el període Meiji per Tachibana Satosada. El seu plectre és una mica més petit que el de la biwa satsuma. És popularment utilitzada per les intèrprets femenines de biwa.
Biwa Nishiki: de cinc cordes-cinc trasts popularitzada per Suitō Kinjō '. El seu plectre és el mateix que s'usa amb la biwa satsuma.